# 2010 au Ghana
Cet article présente les faits marquants de l'année 2010 au Ghana.

## Évènements
- Mardi 19 janvier 2010 : un incendie a ravagé l'unique raffinerie de pétrole du pays à Tema, faisant un mort et un brûlé grave. 9 camions-citerne qui chargeaient du carburant à la raffinerie ont tous pris feu.

- Dimanche 13 juin 2010 : l'équipe de football du Ghana signe la première victoire d'une équipe africaine au Mondial de football en Afrique du Sud en battant la Serbie (1-0) grâce à un penalty en fin de match[1].

- Lundi 21 juin 2010 : des inondations dues à des pluies torrentielles dans plusieurs régions du pays (Central, Volta, Greater Accra) ont causé la mort d'au moins 24 personnes et des milliers de personnes « sont toujours piégées » par l'eau.

- Lundi 28 juin 2010 : une mine d'or abandonnée s'effondre à Dunkwa-on-Offin (centre), en raison d'importantes pluies, ensevelissant des dizaines de mineurs clandestins. Selon les premiers comptes, 136 mineurs y seraient enfermés. Le Ghana, deuxième producteur d'or d'Afrique, compte de nombreuses mines illégales. En novembre 2009, 18 personnes, dont 14 femmes, avaient été tuées dans un effondrement. En avril 2007, 18 autres mineurs ont perdu la vie et 30 ont été portés disparus dans un accident similaire.

- Mercredi 20 octobre 2010 : les inondations dues aux pluies diluviennes de ces derniers mois ont fait 52 morts.